# 罗德麦克风
羅德麥克風（英語：Røde Microphones），是一家澳洲音频设备制造商，主要設計和生產咪高峰、音频相关配件、控制台和軟件。該公司的音訊設備在普通消費者、專業消費者和專業市場等多個領域都處於世界領先。特別在音樂錄製、外景錄音、播客錄音、電影錄音多個方面引領世界潮流。
羅德是Freedman集團的旗艦產品，該公司於1967年作為 Freedman的電子產品部門開始運營，此後收購了多家音頻公司，包括SoundField, APHEX 和 Event電子公司. 該公司的總部位於澳大利亞悉尼，同時在美國和中國也設有辦公室，產品已經賣到全球118個國家。

## 歷史

### Freedman电子公司
1967年，Henry Freedman和 Astrid Freedman夫妻創立了Freedman電子公司。

### 罗德公司的起源
進入1990年代，Peter Freedman積極尋找讓公司擺脫糟糕財務狀況的方法，他回憶起10年前，他在中國的一次貿易展上的一個大振膜電容式咪高峰。在評估了當地市場的風向後，他進口了20個咪高峰。
重新設計的咪高峰產品迅速獲得市場認可，在市場上大賣。這款產品被非正式地命名為“RODENT-1”，後面改名為“ RØDE NT1”，自此開始羅德麥克風品牌正式創立。字母“Ø”被加入產品名中，該字符是為了向Freedman家族的斯堪的納維亞傳統致敬，並賦予該品牌歐洲風味。

## 收購與合作

### Event 電子公司
2006年，Freedman電子公司收購喇叭製造商Event電子公司，這間公司在1990年代初期在建立RØDE美國分銷渠道方面發揮了重要作用。

## 組織架構

### 辦事處
羅德公司的總部設立在澳洲雪梨，2001年在美國設計新辦事機構，後期在英國、韓國、中國大陸和香港等地陸續設立新的辦事點。公司在全球僱傭了超500名員工。

## 產品
羅德公司生產多種音頻類別的產品，包括錄音室錄音咪高峰、電影製作麥克風和播客設備。

### 錄音室電容咪高峰
罗德在1990 年代凭借其大振膜录音室电容咪高峰，首次在业界产生影响力。

### 用於現場表演的動圈咪高峰
羅德設計生產了幾款用於工作室、播客、和現場表演的咪高峰，收到市場的歡迎。 2007年公司開始生產一款USB動態咪高峰用於播客，後來繼續為播客定制生產的XLR產品，緊接著又產生了PodMic產品。羅德的動態咪高峰產品，被廣泛應用於播客、廣播聲音創作領域。

### USB咪高峰
2007年羅德針對新興播客平台，開始生產USB咪高峰。其中最著名的產品就是VideoMic NTG 和 Wireless GO系列。

### 槍式咪高峰
羅德在2005年首次發布了NTG1和NTG2兩款槍式咪高峰，後期陸續發布了NTG3、NTG4、NTG4+、NTG5、NTG8。

### 攝像機咪高峰
羅德2004年生產了第一款袖珍攝像機咪高峰，被命名為VideoMic。 2008年生產了立體聲VideoMic，2010年生產 VideoMic Pro。

### 播客設備

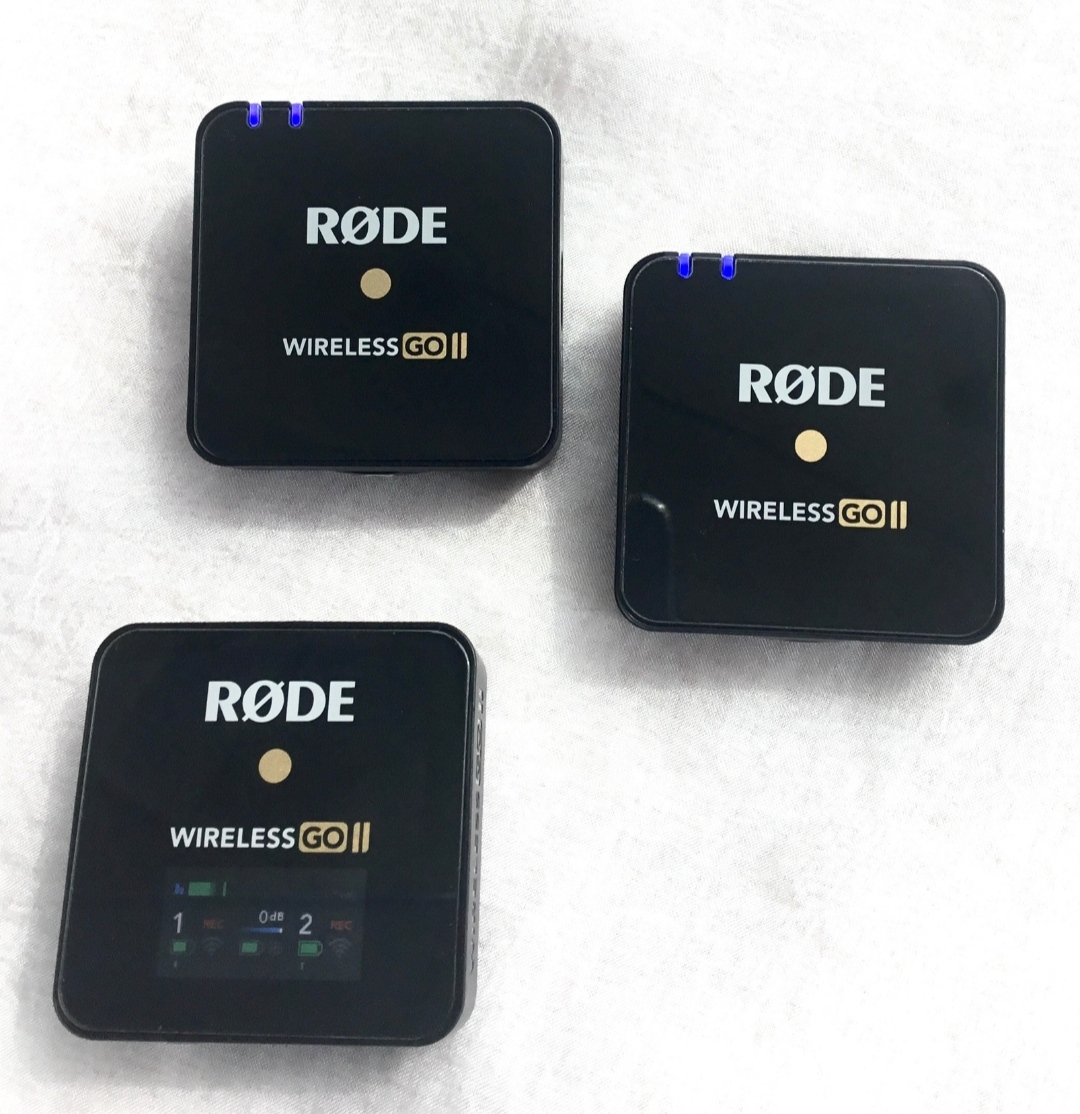
罗德无线麦克风
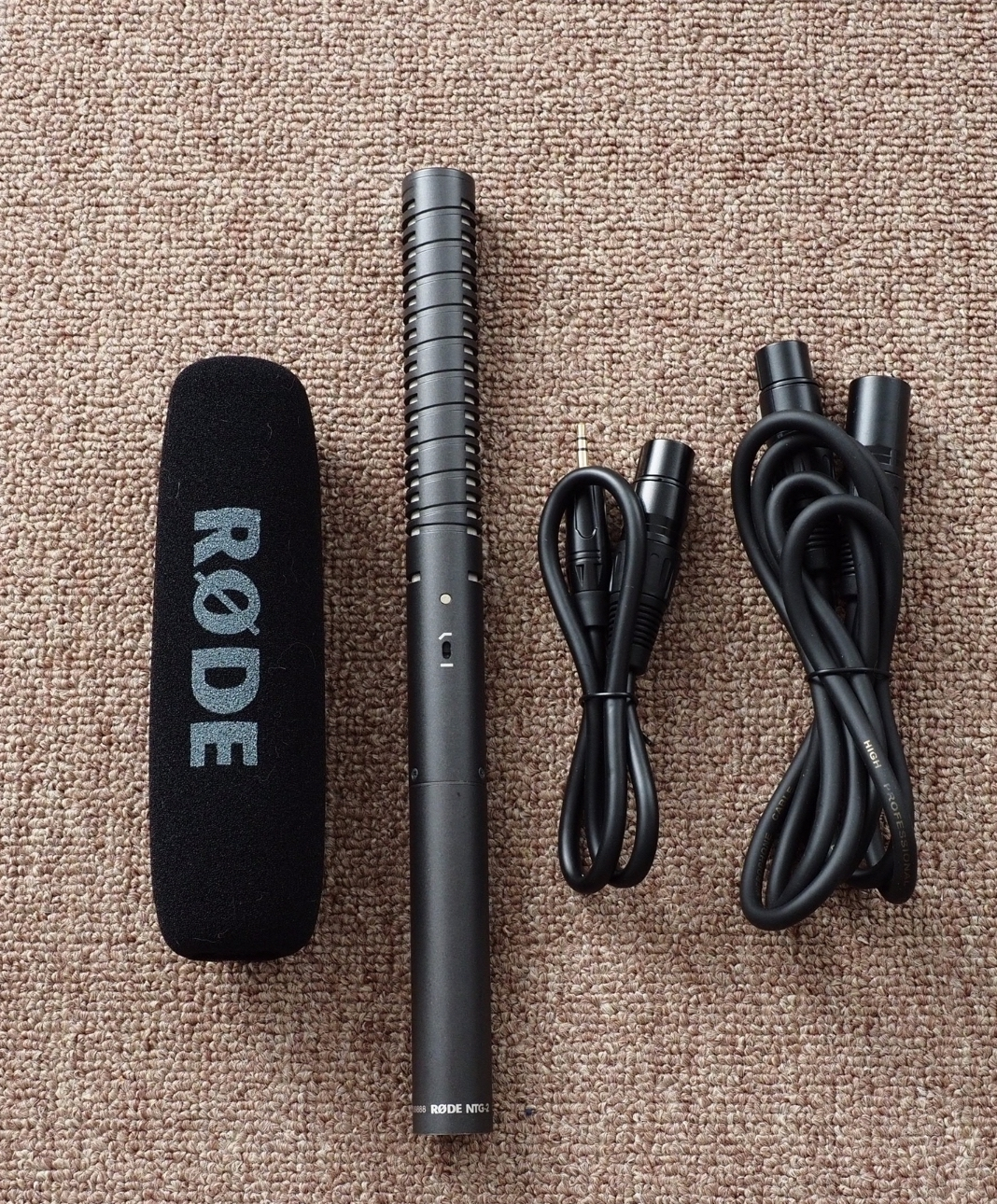
枪式麦克风

1. ↑  Koziol, Michael. . The Sydney Morning Herald. 2014-10-14  [2022-10-06]. （原始内容存档于2022-10-08） （英语）.
2. ↑  Stillman, Nick. . rode.com.   [2022-10-06]. （原始内容存档于2022-11-11） （英语）.
3. ↑  Kelly, Tony. . Business Research and Insights. 2016-02-02  [2022-10-06]. （原始内容存档于2022-10-31） （澳大利亚英语）.
4. ↑  . www.soundonsound.com.   [2022-10-06].